# Mordella marginata
Mordella marginata är en skalbaggsart som beskrevs av Melsheimer 1845. Mordella marginata ingår i släktet Mordella och familjen tornbaggar. Inga underarter finns listade i Catalogue of Life.